# Rock and the Pop Narcotic
Rock and the Pop Narcotic : Testament for the Electric Church est un essai musical de Joe Carducci publié en 1991 aux États-Unis. 
Rock and the Pop Narcotic est un des seuls livres qui vise à dresser une véritable esthétique de la musique rock. Rock and the Pop Narcotic est à la fois une critique envers l'approche sociologique et polémique en faveur des qualités artistiques de la musique. Il cherche à distinguer le rock de la pop et considère le rock comme une forme artistique et la pop comme un concept de marketing. Il critique plusieurs groupes célèbres sur le plan artistique tout en valorisant des groupes peu connus tels que Saint Vitus, Bloodrock, Sproton Layer et The Sylvia Juncosa Band.

## Structure
Le livre est divisé en deux parties : The Riff et The Solo. 
The Riff est composé de cinq chapitres :
- I The King of It & The King of Thing : Introduction à l'argumentation du livre et théorie sur le fonctionnement de la musique rock.

- II Television and Mutation : Description de l'impact profondément négatif de la télévision sur la culture américaine.

- III The Whole World's Switching the Channel : Comment les médias de masse et d'autres forces culturelles ont façonné l'industrie musicale.

- IV None Dare Call it Reason : Comment l'industrie musicale a déformé la musique.

- V Narcorockcritocracy! : La complicité des rock critics de l'establishment dans le déclin de la musique.

Après une section intermédiaire comportant des photographies de groupes, le livre se poursuit avec la seconde partie The Solo qui contient un chapitre : 
- I The Psychozoic Hymnal : Une évaluation décennie par décennie des groupes de rock. Chaque sous-section commence par une liste et un commentaire sur les meilleurs artistes rock aux yeux de Carducci. Le texte part ensuite dans des considérations plus générales sur les modes musicales de chaque décennie.

Le livre se termine sur plusieurs appendices tels que des listes de chansons jouées à la radio, des photographies de groupes comme Black Flag et divers documents de Carducci sur son étape au label SST Records.

## Accueil public
Le livre est initialement publié de façon presque confidentielle en 1991. En 1994, Joe Carducci en propose une version révisée qui est publiée par la maison d'édition 2.13.61 press.
La réaction initiale de la presse musicale grand public est un mélange d'indifférence et d'hostilité. Carducci attaque dans son livre des rock critics progressistes et connus tels que Dave Marsh ou Greil Marcus. Aucun d'eux ne répondirent aux critiques de Carducci qui les accuse d'ignorer certaines musiques de qualité pour des raisons politiques[réf. souhaitée]. Seul Robert Christgau dans le Village Voice fit l'éloge du livre le décrivant comme « important et terriblement bon ».
Au cours des années 1990, le livre acquiert progressivement un statut culte[réf. souhaitée]. Le producteur musical Simon Napier-Bell le cite parmi ses dix livres préférés dans The Guardian en 2005. Clinton Heylin inclut deux chapitres du livre dans The Penguin Anthology of Rock and Roll Writing, avec la mention « Rock and the Pop Narcotic est peut-être bien le livre sur le rock le plus important des dix dernières années. »"